# Marie-Mai

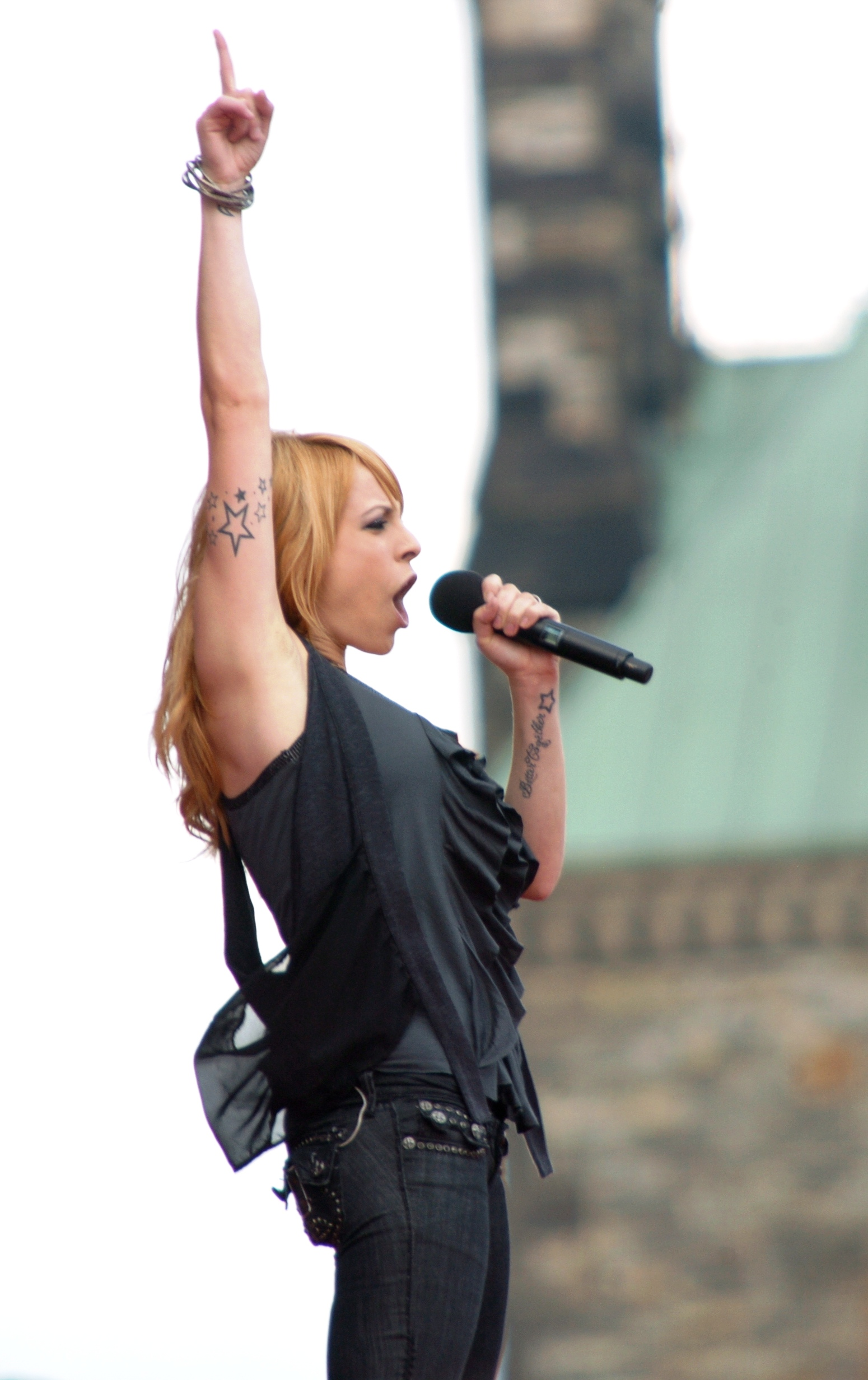
Marie-Mai, 2009

Marie-Mai Bouchard (* 7. Juli 1984 in Varennes, Québec) ist eine kanadische Sängerin. Sie tritt unter ihrem Künstlernamen Marie-Mai auf. Sie erlangte ursprünglich als eine der Finalistinnen der kanadischen Castingshow Star Académie Bekanntheit.

## Leben
Marie-Mai betätigte sich früh musikalisch. Als Kind nahm sie Klavierstunden und trat im Musiktheater auf. Ihre Großmutter erkannte ihr sängerisches Talent, förderte dies und schlug Marie-Mai vor, bei der Castingshow Star Académie mitzumachen. Im Jahr 2003 gelangte sie bei der Show ins Finale und landete auf dem dritten Platz. Dies war der Start ihrer musikalischen Karriere.
Am 28. Februar 2010 sang Marie-Mai ihren Song Emmène-moi im Rahmen der Schlussfeier der Olympischen Winterspiele 2010 in Vancouver.
Im Jahre 2011 heiratete Marie-Mai nach fünf Jahren Verlobung ihren Produzenten, Fred St-Gelais, in Hawaii. Fünf Jahre später wurden sie geschieden.
Marie-Mai ist seit 2016 in einer Beziehung mit David Laflèche und brachte am 15. Februar 2017 ihre Tochter Gisèle zur Welt.

## Diskographie

### Studioalben
- Inoxydable (2004)
- Dangereuse Attraction (2007)
- Version 3.0 (2009)
- Miroir (2012)
- M (2014)
- Elle et moi (2018)